# Dryopteris villarii
Dryopteris villarii is een varen uit de niervarenfamilie (Dryopteridaceae). Het is een typische soort van Europese hooggebergtes met kalkrijke bodems.

## Kenmerken
Dryopteris villarii is een overblijvende, hemikryptofiete varen met een korte, verticale of opstijgende dikke wortelstok, bedekt met zachte, brede schubben. De bladstelen staan in nauwe bundels bij elkaar, zijn spaarzaam met lange, lichtbruine schubben bezet en bevatten vijf of meer vaatbundels.
De tot 40 cm lange bladen zijn smal driehoekig tot lancetvormig-driehoekig, leerachtig, donkergroen, de bovenzijde glimmend, één- of tweemaal geveerd of diep veerdelig. Steriele en fertiele bladen zijn gelijkvormig. Aan beide zijden van de bladspil staan tot 35 bladslipjes, die naar de top toe smaller en korter worden.
De sporendoosjes liggen in niervormige hoopjes in twee rijen langs de middennerf aan de onderzijde van het blad. Jonge sporenhoopjes worden afgedekt door gewelfde dekvliesjes. De sporen zijn rijp tussen juni en september.

## Habitat
Dryopteris villarii is een plant van kalkrijke bodems in hooggebergtes, op zonnige maar koele en vochtige plaatsen. Vaak is hij te vinden tussen steenblokken op puinhellingen en tussen steenslag.

## Voorkomen
Dryoteris villarii is een soort van gematigde en mediterrane streken van Europa en westelijk Noord-Afrika. De plant komt onder meer voor in de Jura, de Vercors, de Kalkalpen, Dinarische Alpen en het noordwesten van Groot-Brittannië (subsp. submontana).

## Verwante en gelijkende soorten
Verwarring is gezien hun specifieke habitat nauwelijks mogelijk. In tegenstelling tot de verwante gewone mannetjesvaren (Dryopteris filix-femina) is het blad driehoekig, niet ovaal.
De plant kan door zijn bladvorm zeer gemakkelijk onderscheiden worden van de niet-verwante Cystopteris alpina, die in vergelijkbare omstandigheden voorkomt en een overlappend verspreidingsgebied heeft

## Namen in andere talen
- Frans: Dryoptère de Villars, Dryoptéris rigide, Polystic de Villars
- Engels: Rigid buckler fern
- Duits: Starrer Wurmfarn

... · 
D. aemula · 
D. affinis (glanzende geschubde mannetjesvaren) · 
D. aitoniana · 
D. azorica · 
D. borreri (matte geschubde mannetjesvaren) · 
D. cambrensis · 
D. carthusiana (smalle stekelvaren) · 
D. corleyi · 
D. cristata (kamvaren) · 
D. dilatata (brede stekelvaren) · 
D. erythrosora (herfstvaren) · 
D. expansa (tere stekelvaren) · 
D. filix-mas (mannetjesvaren) · 
D. guanchica · 
D. intermedia · 
D. maderensis · 
D. oligodonta · 
D. oreades · 
D. remota · 
D. rigida · 
D. stanley-walkeri · 
D. villarii · 
...